# Jing Tian-Zörner
Jing Tian-Zörner (* 9. Februar 1963 in Sichuan (China)) ist eine frühere chinesische und später deutsche Tischtennisspielerin. Sie gewann zweimal die deutsche Meisterschaft im Einzel.

## Werdegang
Jing Tian wurde in China geboren. Hier spielte sie schon sehr früh international Tischtennis. Sie ist Abwehrspielerin. 1979 siegte sie in Paris bei den Internationalen Meisterschaften von Frankreich. 1981 erreichte sie bei der chinesischen Meisterschaft das Halbfinale. Zwei Jahre später spielte sie in Tokio bei der Weltmeisterschaft für China im Einzel und erreichte das Achtelfinale.
Im August 1990 verließ sie China Richtung Deutschland und schloss sich dem Verein Bayer Uerdingen an. Im Mai 1994 heiratete sie Ulrich Zörner und trat von da an unter dem Namen Tian-Zörner an. Mitte 1996 erhielt sie die deutsche Staatsbürgerschaft.
Von da an war sie für Deutschland spielberechtigt. Bei den nationalen deutschen Meisterschaften holte sie 1997 – im Alter von 34 Jahren – und 1998 den Einzel-Titel, im Doppel wurde sie 1997 mit Sandra Tönges Dritte. Beim Bundesranglistenturnier DTTB-TOP-12 belegte sie 1998 und 2000 Platz 1.
Trotz dieser Erfolge und trotz Platz 4 in der ITTF-Weltrangliste 1999 wurde sie nie für die deutsche Nationalmannschaft nominiert. Lediglich in Individualwettbewerben trat sie für Deutschland an, etwa beim ITTF Pro Tour 1998, welches sie gewann, oder bei der Weltmeisterschaft 1999, wo sie bis ins Viertelfinale kam, ein Jahr später bei der Europameisterschaft und bei den Olympischen Sommerspielen.
Ab Juni 2009 spielte sie in der 2. Damen-Bundesliga Nord für den TTK Anröchte. Nebenbei trainiert sie noch einige Vereine im Raum Düsseldorf. 2010 gewann sie die Weltmeisterschaft der Senioren im Einzel in der Altersklasse Ü40. In der Spielzeit 2010/11 spielte sie äußerst erfolgreich an Position 1 für den Aufsteiger SV DJK Holzbüttgen in der 2. Bundesliga und trug mit einer Einzelbilanz von 28:3 maßgeblich zum Klassenerhalt bei. In der Saison 2012/13 steht sie für Bayer 05 Uerdingen in der Oberliga an der Platte. Bei der Senioren-Europameisterschaft in Bremen siegte sie in der Altersklasse Ü50 des Dameneinzels.

## Privat
Zusammen mit ihrem Mann betrieb sie bis Juni 1998 das China-Restaurant Bei Jing in Uerdingen. Heute (2009) lebt sie in der Nähe von Düsseldorf.

## Vereine
- 1990–1997: Bayer Uerdingen
- 1997–1998: Team Galaxis Lübeck
- 1998–2000: TuS Bad Driburg
- 2000–2001: TTFC Burgwedel
- 2001–2002: MTV Tostedt
- 2002–2004: TTC HS Schwarza (2. Bundesliga)
- 2007–2008: Anrather TK (Oberliga)
- 2008–2009: DJK VfL Willich (2. Bundesliga)
- 2009–2010: TTK Anröchte
- 2010–2012: DJK SV Holzbüttgen (2. Bundesliga)
- 2012–2014: Bayer Uerdingen (Oberliga)
- 2014–????: TTV Hövelhof (2. Bundesliga, ab 2015: Bundesliga)
- ????–2018: ASV Süchteln
- ab 2018: TTK Anröchte

## Turnierergebnisse
| Verband | Veranstaltung         | Jahr | Ort             | Land | Einzel        | Doppel        | Mixed        | Team |
| ------- | --------------------- | ---- | --------------- | ---- | ------------- | ------------- | ------------ | ---- |
| GER     | Europameisterschaft   | 2000 | Bremen          | GER  | Viertelfinale | Viertelfinale |              |      |
| GER     | EURO-TOP12            | 1999 | Split           | HRV  | 2             |               |              |      |
| GER     | EURO-TOP12            | 1998 | Halmstad        | SWE  | 5             |               |              |      |
| GER     | Olympische Spiele     | 2000 | Sydney          | AUS  | letzte 32     | keine Teiln.  |              |      |
| GER     | Pro Tour              | 2000 | Rio de Janeiro  | BRA  | Viertelfinale |               |              |      |
| GER     | Pro Tour              | 2000 | Fort Lauderdale | USA  | Viertelfinale | Halbfinale    |              |      |
| GER     | Pro Tour              | 2000 | Kobe City       | JPN  | letzte 16     | Rd 1          |              |      |
| GER     | Pro Tour              | 2000 | Zagreb          | HRV  | Halbfinale    | Viertelfinale |              |      |
| GER     | Pro Tour              | 1999 | Linz/Wels       | AUT  | Viertelfinale | Halbfinale    |              |      |
| GER     | Pro Tour              | 1999 | Bremen          | GER  | Viertelfinale | Viertelfinale |              |      |
| GER     | Pro Tour              | 1999 | Kobe City       | JPN  | letzte 16     | letzte 16     |              |      |
| GER     | Pro Tour              | 1999 | Guilin          | CHN  | letzte 32     | letzte 16     |              |      |
| GER     | Pro Tour              | 1999 | Melbourne       | AUS  | Halbfinale    | Viertelfinale |              |      |
| GER     | Pro Tour              | 1999 | Rio de Janeiro  | BRA  | Viertelfinale | Viertelfinale |              |      |
| GER     | Pro Tour              | 1999 | Zagreb          | HRV  | Viertelfinale | letzte 16     |              |      |
| GER     | Pro Tour              | 1999 | Hopton-on-Sea   | ENG  | Viertelfinale | letzte 16     |              |      |
| GER     | Pro Tour              | 1999 | Doha            | QAT  | Gold          | Viertelfinale |              |      |
| GER     | Pro Tour              | 1998 | Sundsvall       | SWE  | letzte 16     | Halbfinale    |              |      |
| GER     | Pro Tour              | 1998 | Belgrad         | YUG  | Viertelfinale | Silber        |              |      |
| GER     | Pro Tour              | 1998 | Courmayeur      | ITA  | Viertelfinale | Halbfinale    |              |      |
| GER     | Pro Tour              | 1998 | Beirut          | LIB  | Viertelfinale | Halbfinale    |              |      |
| GER     | Pro Tour              | 1998 | Ji' Nan City    | CHN  | letzte 32     | Viertelfinale |              |      |
| GER     | Pro Tour              | 1998 | Melbourne       | AUS  | Viertelfinale | Halbfinale    |              |      |
| GER     | Pro Tour              | 1998 | Houston         | USA  | Silber        | Halbfinale    |              |      |
| GER     | Pro Tour              | 1998 | Wakayama        | JPN  | Viertelfinale | Viertelfinale |              |      |
| GER     | Pro Tour              | 1998 | Zagreb          | HRV  | Gold          | Halbfinale    |              |      |
| GER     | Pro Tour              | 1998 | Doha            | QAT  | Silber        | Halbfinale    |              |      |
| GER     | Pro Tour              | 1997 | Lyon            | FRA  | Halbfinale    | letzte 16     |              |      |
| GER     | Pro Tour              | 1997 | Kalmar          | SWE  | letzte 16     | letzte 16     |              |      |
| GER     | Pro Tour              | 1997 | Linz            | AUT  | Gold          | Viertelfinale |              |      |
| GER     | Pro Tour              | 1997 | Belgrad         | YUG  | letzte 32     | letzte 16     |              |      |
| GER     | Pro Tour              | 1997 | Gdańsk          | POL  | Gold          | Halbfinale    |              |      |
| GER     | Pro Tour Grand Finals | 2000 | Kobe City       | JPN  | letzte 16     |               |              |      |
| GER     | Pro Tour Grand Finals | 1999 | Sydney          | AUS  | letzte 16     |               |              |      |
| GER     | Pro Tour Grand Finals | 1998 | Paris           | FRA  | letzte 16     | Viertelfinale |              |      |
| GER     | Pro Tour Grand Finals | 1997 | Hong Kong       | HKG  | letzte 16     |               |              |      |
| GER     | Weltmeisterschaft     | 1999 | Eindhoven       | NED  | Viertelfinale | letzte 64     | letzte 64    |      |
| CHN     | Weltmeisterschaft     | 1983 | Tokio           | JPN  | letzte 16     | keine Teiln.  | keine Teiln. |      |
| GER     | World Cup             | 2000 | Phnom Penh      | CAM  | 9.–12. Platz  |               |              |      |
| GER     | World Cup             | 1998 | Taipeh          | TPE  | 5.–8. Platz   |               |              |      |